# Batalla de Cempoala
La Batalla de Cempoala fue una batalla entre los conquistadores Hernán Cortés, nombrado entonces como Capitán General y Justicia Mayor por el recién establecido cabildo de la Villa Rica de la Vera Cruz, y Pánfilo de Narváez, enviado por el gobernador de Cuba Diego Velázquez de Cuéllar con órdenes de arrestar a Cortés por disputar su autoridad. Acaeció el 27 de mayo de 1520 en la capital totonaca Cempoala.

## Antecedentes
El capitán español Pánfilo de Narváez, enviado en marzo de 1520 por el gobernador de la colonia española de Cuba, Diego Velázquez de Cuéllar, para capturar a Hernán Cortés debido a haber desobedecido a su orden de no zarpar a la Península de Yucatán, comenzó a atacar a la ciudad de Cempoala. Llegó a saquear al pueblo, secuestrando a las ocho mujeres bautizadas previamente (se habían quedado en Cempoala debido a que los españoles no querían que se metieran en ningún combate), y robando varios regalos enviados por Cortés al cacique aliado Xicomecóatl.
Cortés le envió a Pánfilo una orden diciendo que tenía que devolver lo robado a Xicomecóatl, pero éste decidió ignorarla. Xicomecóatl llegó a decir a Pánfilo «¿Qué hacéis que estáis muy descuidado? ¿Pensáis que Malinche y los teules que trae consigo que son ansí como vosotros? Pues yo os digo que cuando no os catáredes, será aquí y os matará», de lo cual él y sus hombres se burlaron. Cortés, al recibir las noticias, decidió avanzar sobre Cempoal con un ejército para liberarla por la vía militar.
Cortés rechazó una oferta de 2000 guerreros del emperador Moctezuma, de quien no se fiaba, y solicitó en su lugar los refuerzos a sus propios aliados tlaxcaltecas, pero éstos no se atrevían a implicarse en una contienda entre españoles, habiendo probado ya las armas europeas contra el propio Cortés. El conquistador se dirigió entonces de otra de sus tribus aliadas, los chinantecas, solicitando que le enviasen de sus picas nativas, que serían útiles para contrarrestar la caballería de Pánfilo. 200 guerreros chinantecas las llevaron, seguidos de otros 2000 que les seguirían al mando del soldado Hernando de Barrientos tan pronto como se reclutasen.
Eventualmente los hombres de Cortés llegaron a Cempoala el día 27 de mayo de 1520, pero sus armadas estaban fuertemente superadas en número, pues Cortés solo poseía 266 españoles y unos pocos indígenas para vencer a Narváez, mientras que éste poseía entre 550 y 750 españoles, al igual que múltiples piezas de artillería. Sin embargo, Cortés estaba decidido a neutralizar a Narváez a pesar de las circunstancias.
Al llegar a Cempoala, Cortés logró capturar a un espía llamado Gonzalo Carrasco, quien sabía la localización de Narváez y sus fuerzas. Gracias a él, las tropas de Cortés determinaron que Narváez se encontraba en uno de los templos principales, y había varias piezas de artillería para defender el sitio en caso de un ataque, aparte de la gran cantidad de soldados quienes se encontraban vigilando el sitio desde otros templos.

## Batalla
Cortés utilizó el clima para su ventaja, pues llegó a Cempoala en una noche durante una fuerte lluvia, lo cual dificultó la vista a los soldados de Narváez. Debido a que Narváez no pensaba que Cortés iba a venir, llegó a ignorar varias advertencias de parte de algunos de sus soldados. Carrasco fue uno de los hombres quienes intentaron alertar a Narváez, pero éste decidió ignorarlo.
El primer acto que Cortés ordenó fue capturar la artillería de Narváez. Para ello, ordenó a un escuadrón comandado por un capitán llamado Pizarro (no debe confundirse con Francisco Pizarro, aunque sin duda uno de sus parientes) para capturar tantas balas de cañón fueran posibles. Otro escuadrón de alrededor de 40 hombres, liderado por Gonzalo de Sandoval, se encargaría de llegar al templo donde se encontraba Narváez, para así capturarlo, o matarlo si mostraba resistencia.
Los hombres de Pizarro lograron capturar 18 balas de cañón, pero fue ese el momento donde Narváez finalmente supo de la presencia de Cortés. Narváez, por ello, ordenó a sus hombres disparar la artillería contra el escuadrón de Pizarro, pero solo pudieron disparar 4 veces por la falta de tiempo. De estos 4 disparos, solo uno logró golpear a las tropas, matando a 3 hombres. Varios jinetes intentaron hacer retroceder al escuadrón de Pizarro, pero fallaron en el intento. Alrededor de 7 caballos murieron.

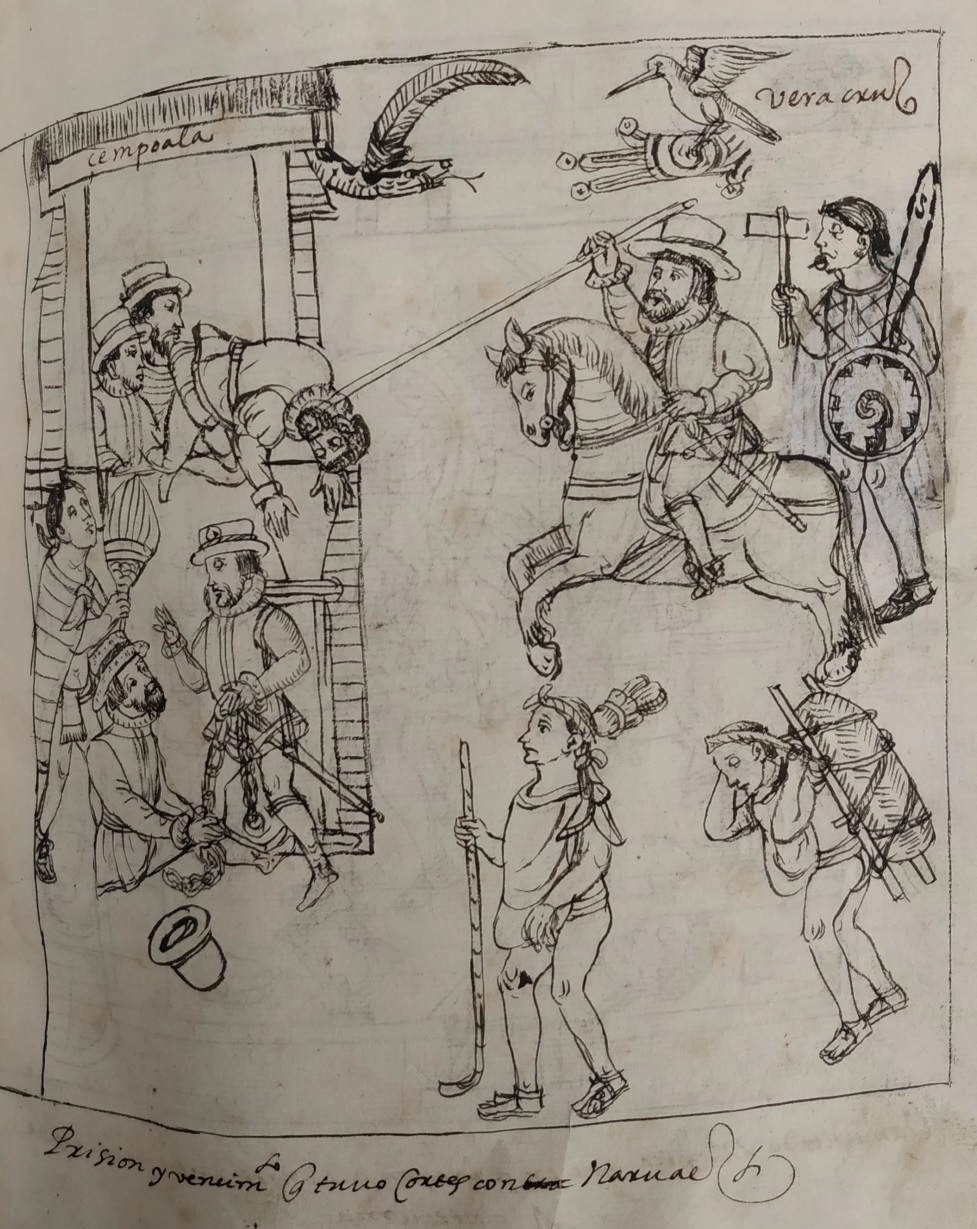
La derrota de Pánfilo de Narváez en Cempoala, según Diego Muñoz Camargo

Tras la falla de la artillería y caballería, Narváez ordenó a sus hombres disparar de sus arcabuces desde los templos. 7 hombres salieron heridos. Fue entonces cuando Sandoval logró llegar al templo donde se encontraba Narváez, lo cual forzó a éste a dividir sus tropas para disparar contra las tropas de Sandoval. Cortés entonces utilizó la artillería capturada y la apuntó al templo, forzando a Narváez y a sus hombres a bajar de él.
En ese momento, se libró el último enfrentamiento entre los últimos soldados de Narváez y los piqueros de Cortés. Fue durante el enfrentamiento cuando Narváez fue apuñalado en el ojo por uno de los piqueros de Cortés, dejándolo gravemente herido. Fue capturado prontamente después de esto, terminando la batalla.
Xicomecóatl salió herido después de la batalla, pues había sido atacado por un soldado de Pánfilo de Narváez mientras intentaba esconderse del caos. Cortés, al encontrarlo, lo mandó a su palacio para ser curado de sus heridas. Barrientos y los 1500 guerreros chinantecas llegaron entonces, pero al haber terminado ya la contienda, se les ordenó vigilar a los hombres de Narváez antes de volver a sus tierras.

## Posterioridad
Después del evento, el ejército de Narváez se unió a Cortés casi en su totalidad. Cortés volvió a Tenochtitlán tras el fin del combate, donde la guerra de Tenochtitlán iniciaría tras enterarse de que, durante su ausencia, Pedro de Alvarado había ordenado una matanza de civiles durante la fiesta de Tóxcatl, lo cual llevó al inicio de la Noche Triste, en la noche del 30 de junio de 1520.
Xicomecóatl sobrevivió, y continuó apoyando a los españoles durante la guerra, mandando refuerzos para las tropas de Cortés tras la Noche Triste y la Batalla de Otumba.
En una posterior conversación con Francisco de Garay, Narváez más tarde relataría con asombro la bravura de los hombres de Cortés, citando las Coplas por la muerte de su padre de Jorge Manrique:

Hágole saber que otros más venturosos en el mundo no ha habido que Cortés; y tiene tales capitanes y soldados, que se podían nombrar tan en ventura cada uno en lo que tuvo entre manos como Octaviano, y en el vencer como Julio César, y en el trabajar y ser en las batallas más que Aníbal.